# Kare Kano
Kare Kano alias Kareshi kanojo no jijou eller His and Her Circumstances är en romantisk historia som kretsar kring tonåringen Yukino Miyazawa. Hon är bäst i sin klass (om inte skolan) och man kan tro att hon är den perfekta studenten. Men detta är bara en fasad skapad av Yukino. Detta för att hon älskar att få beröm, och sola sig i berömmelsens glans. 
Men på senare tid har hennes position som klassens ljus förändrats på grund av Soichiro Arima, en ny student som plötsligt blivit än mer populär än Miyazawa. Hon börjar genast hata Arima och planerar för att fälla honom. Men något kommer i vägen, något kallat: Kärlek.
Detta är en juvel i animekretsar, skapad av Hideaki Anno (Neon Genesis Evangelion) och Gainax (Neon Genesis Evangelion och FLCL). Detta är en historia inte bara om kärlek utan också om vänskap, livet och mognad där vi får följa två tonåringar som är kära. Men handlingen kretsar inte bara kring Miyazawa och Arima; det handlar också om deras vänners liv även om Miyazawa och Arima är huvudfigurerna.
Vi får snart även veta alltmer om personerna i fråga, vilket leder till något som påminner om en analytisk obduktion i vilket man långsamt skalar av personernas yttre skal och blottar deras karaktär och psyke (mycket likt det som sker i Neon Genesis Evangelion).